# Dallas Cowboys 2006
La stagione 2006 dei Dallas Cowboys è stata la 47ª della franchigia nella National Football League. Anche se il veterano Drew Bledsoe fu scelto inizialmente come quarterback titolare, la riserva al quarto anno Tony Romo lo sostituì a metà della gara della settimana 6 contro i N.Y. Giants. Romo divenne il titolare a partire dalla gara successiva, giocando inizialmente bene guidando la squadra a 5 vittorie su 6 partite. Delle ultime quattro partite però ne vinse solo una. La squadra raggiunse i playoff per la prima volta dal 2003, dove fu eliminata dai Seattle Seahawks, in una gara in cui Romo commise un errore come holder nel field goal del potenziale sorpasso a due minuti dal termine.

## Scelte nel Draft 2006
| Giro | Scelta | Nome               | Ruolo            | College         |
| ---- | ------ | ------------------ | ---------------- | --------------- |
| 1    | 18     | Bobby Carpenter    | Linebacker       | Ohio State      |
| 2    | 53     | Anthony Fasano     | Tight end        | Notre Dame      |
| 3    | 92     | Jason Hatcher      | Defensive end    | Grambling State |
| 4    | 125    | Skyler Green       | Wide receiver    | Louisiana State |
| 5    | 138    | Pat Watkins        | Safety           | Florida State   |
| 6    | 182    | Montavious Stanley | Defensive tackle | Louisville      |
| 7    | 211    | Pat McQuistan      | Offensive tackle | Weber State     |
| 7    | 224    | E.J. Whitley       | Offensive tackle | Texas Tech      |

## Calendario

### Stagione regolare
| Turno | Data       | Avversario           | Risultato          | Stadio                        | NFL Recap          |
| ----- | ---------- | -------------------- | ------------------ | ----------------------------- | ------------------ |
| 1     | 10/9/2006  | Jacksonville Jaguars | S 24–17            | Alltel Stadium                | Recap              |
| 2     | 17/9/2006  | Washington Redskins  | V 27–10            | Texas Stadium                 | Recap              |
| 3     | 24/9/2006  | Settimana di pausa   | Settimana di pausa | Settimana di pausa            | Settimana di pausa |
| 4     | 1/10/2006  | Tennessee Titans     | V 45–14            | LP Field                      | Recap              |
| 5     | 8/10/2006  | Philadelphia Eagles  | S 38–24            | Lincoln Financial Field       | Recap              |
| 6     | 15/10/2006 | Houston Texans       | V 34–6             | Texas Stadium                 | Recap              |
| 7     | 23/10/2006 | New York Giants      | S 36–22            | Texas Stadium                 | Recap              |
| 8     | 29/10/2006 | Carolina Panthers    | V 35–14            | Bank of America Stadium       | Recap              |
| 9     | 5/11/2006  | Washington Redskins  | S 22–19            | FedExField                    | Recap              |
| 10    | 12/11/2006 | Arizona Cardinals    | V 27–10            | University of Phoenix Stadium | Recap              |
| 11    | 19/11/2006 | Indianapolis Colts   | V 21–14            | Texas Stadium                 | Recap              |
| 12    | 23/11/2006 | Tampa Bay Buccaneers | V 38–10            | Texas Stadium                 | Recap              |
| 13    | 3/12/2006  | New York Giants      | V 23–20            | Giants Stadium                | Recap              |
| 14    | 10/12/2006 | New Orleans Saints   | S 42–17            | Texas Stadium                 | Recap              |
| 15    | 16/12/2006 | Atlanta Falcons      | V 38–28            | Georgia Dome                  | Recap              |
| 16    | 25/12/2006 | Philadelphia Eagles  | S 23–7             | Texas Stadium                 | Recap              |
| 17    | 31/12/2006 | Detroit Lions        | S 39–31            | Texas Stadium                 | Recap              |

### Playoff
| Turno     | Ora      | Avversario       | Risultato | Risultato | Stadio        | TV  |
| Turno     | Ora      | Avversario       | Punteggio | Record    | Stadio        | TV  |
| --------- | -------- | ---------------- | --------- | --------- | ------------- | --- |
| Wild card | 8.00 EST | Seattle Seahawks | S 20-21   | 9-8       | Texas Stadium | NBC |